# Ћи Јуен
Ћи Јуен (кин: 屈原; пин: Qū Yuán; 339–278. године п. н. е.) је био Кинески књижевник и државник краљу јужне државе Чу током периода Зараћених држава. Живот је провео предлажући политичке реформе тврдећи да стари и снажни декадентни утицаји не могу да буду у складу са борбеним духом. Невидећи никакву будућност за своју земљу Ћи Јуен је у својој 62. години петог дана петог месеца по кинеском лунарном календару, скочио у реку Мило у Хунану. На тај дан се широм Кине одржавају свечаности и трке чамаца поводом сећања на овог великог песника.
Историјских детаља о Ћу Јуановом животу је мало, а његово ауторство многих Чу Ци песама је дуго довођено у питање. Међутим, широко је прихваћено да је написао „Ламент”, Чу Ци песму. Прво познато спомињање Ћу Јуана појављује се у песми коју је 174. п. н. е. написао Ћа Ји, званичник из Луојанга, кога су љубоморни званичници оклеветали и којег је цар Вен од Хана протерао у Чангшу. Док је путовао, написао је песму у којој је описао сличну судбину претходног „Ћу Јуана“. Осамдесет година касније, прва позната биографија Ћи Јуановог живота појавила се у Записима великог историчара Симе Ћена историчара династије Хан, иако садржи низ контрадикторних детаља.

## Живот
Једини сачувани извор информација о Ћу Јуановом животу је Сима Ђенова биографија у Записима великог историчара (Шиђи), иако је биографија посредна и вероватно под великим утицајем Симине сопствене идентификације са Ћуом. Сима је написао да је Ћу био члан краљевског клана Чу и да је служио као званичник под краљем Хуајом од Чуа (владао 328–299. пnе).
Током првих дана владавине краља Хуаја, Ћу Јуан је служио у држави Чу као њен леви министар. Међутим, краљ Хуај је протерао Ћу Јуана у регион северно од реке Хан, јер су га корумпирани министри оклеветали и утицали на краља. На крају, Ћу Јуан је враћен и послат у дипломатску мисију у државу Ћи. Он је покушао да обнови односе између Чуа и Ћија, које је краљ Хуај прекинуо под лажним изговором краља Хуејвена од Ћина да уступи територију близу Шангјуа.
Каже се да је Ћу Јуан изразио своју љубав према владајућем монарху, краљу Хуају од Чуа, кроз неколико дела, укључујући „Ламент“ и „Чежња за лепотом“.

## Наслеђе
Ћу Јуан се сматра првим аутором стихова у Кини чије је име повезано са својим делом, пошто се пре тог времена поетска дела нису приписивала неком конкретном аутору. Сматра се да је започео такозвани сао стил стиха, који је добио име по његовом делу „Ли Сао“, у коме је напустио класичне стихове од четири карактера који се користе у песмама Ши Ђинга и усвојио стихове различите дужине. То је резултирало песмама са више ритма и ширине у изражавању. Ћу Јуан се такође сматра једном од најистакнутијих фигура романтизма у кинеској класичној књижевности, а његова ремек дела су утицала на неке од великих песника романтичара у династији Танг. Током династије Хан, Ћу Јуан је постао херојски пример како треба да се понаша научник и званичник коме је ускраћено јавно признање које одговара њиховој вредности.

### Чу Ци
Чу се налазио на подручју данашње реке Јангзи у централној Кини. У то време, Чу је представљао јужни руб кинеске културне области, будући да је неко време био део империја династије Шанг и династије Џоу. Међутим, Чу култура је такође задржала одређене карактеристике локалних традиција као што је шаманизам, чији се утицај може видети у Чу Ци.
Чу Ци је саставио и забележио Ванг Ји (умро 158. године), што је извор преношења ових песама и свих поузданих информација о њима у каснија времена; стога остаје нејасна улога коју је Ћу Јуан имао у стварању, уређивању или ретуширању ових дела. Чу Ци песме су важне као директне претече фу стила књижевности династије Хан. Чу Ци, као очување ране литературе, пружио је непроцењиве податке за лингвистичка истраживања историје кинеског језика, од Чен Диа па надаље.

### Религија
Након његовог самоубиства, Ћу Јуан је понекад био поштован као бог воде, укључујући тајванске таоисте, који га убрајају у краљеве бесмртника воде.

### Патриотизам
Ћу Јуан је почео да се третира на националистички начин као „први кинески патриотски песник“ током Другог светског рата. Вен Јидуо — социјалистички песник и научник кога је касније погубио КМТ — написао је у својој „Митологији и поезији“ да, „иако Ћу Јуан није писао о животу људи или изразио њихове патње, може се искрено рећи да је деловао као вођа народне револуције и да је задао ударац како би их осветио. Ћу Јуан је једина особа у читавој кинеској историји која има пуно право да се зове 'народни песник'.” Драма Ћу Јуан аутора Гуо Моруа из 1942. му је дала сличан третман, повлачећи паралеле са Хамлетом и краљем Лиром. Њихово виђење Ћуовог социјалног идеализма и непоколебљивог патриотизма постало је канонско под Народном Републиком Кином након победе комуниста у Кинеском грађанском рату 1949. године. На пример, један средњошколски кинески уџбеник из 1957. почео је реченицом „Ћу Јуан је био први велики патриотски песник у историји књижевности наше земље“. Овај култни статус повећао је позицију Ћу Јуана у кинеском књижевном канону, довевши га на поштанске марке, и Фестивал змајевских чамаца уздигнут у државни празник 2005. Међутим, то је дошло на рачун више критичких научних процена Ћу Јуанове историчности и наводна дела која су се развила током касног Ћинга и ране републике.

## Дела
Написао је дугу поему „Лисао“ (Туга одбаченог) у којој је отворено и оштро напао искварену, трулу политику државе Чу и изразио своју оданост и велику љубав према народу и домовини. Међу његовим делима налазе се: Девет песама, Питања небу, Девет композиција и друге песме, сва по свом мисаоном садржају блиска поеми „Лисао“.
Темељ и основна грађа за песме су биле народне песме државе Чу. Ослободио се четворосложног стиха карактеристичног за Књигу песама и створио нови облик песме – чу-песму, са различитим бројем слогова у стиховима (4–9) и наизменичном римом.